# Giulio Cesare Amidano
 (juillet 2025).
Giulio Cesare Amidano  ou Pomponio Amidano (né à Parme entre 1566 et 1572 et mort de la peste, dans cette même ville en 1629 ou 1630) est un peintre italien de la fin du XVIe et du début du XVIIe siècle, connu comme peintre d'histoire et portraitiste.

## Biographie
On sait peu de choses sur la vie de Giulio Cesare Amidano : est-il le fils de Luigi Amidano, peintre et aquarelliste actif à Parme au XVIe siècle ? A-t-il été l'élève de Pomponio Allegri (1521- v. 1593), de Girolamo Mazzola ( ? -1608) ou de Francesco Mazzola dit Le Parmesan ?  Son style rappelle en tout cas fortement ce dernier artiste. Il est parfois appelé, par erreur, « Pomponio Amidano. »
En 1628, il fut chargé d'une partie de la décoration pour le mariage d'Édouard Ier Farnèse (1612-1646) et de Marguerite de Médicis (1617-1675).
Comme d'autres artistes de son époque : Rubens (1577-1640), Velázquez (1599-1660), Antoine van Dyck (1599-1641), Balthazar Gerbier d'Ouvilly (1592-1667)... , Giulio Cesare Amidano aurait effectué des missions « diplomatiques » ou de « renseignement » pour de grands souverains de l'époque.

## Œuvres
- Le Christ porté au tombeau, musée du Louvre
- Vierge avec des saints, Sainte Famille, Adoration des Bergers, Déposition de croix, Portrait d'homme, Galleria nazionale, Parme.

## Sources
- Dictionnaire critique et documentaire des peintres, sculpteurs, dessinateurs et graveurs de tous les temps et de tous les pays, sous la direction de E. Bénézit - Tome premier A à C - Éditeur D. Roger et F. Chernoviz, Paris, 1911